# Vertretende Schwertlilie
Die Vertretende Schwertlilie (Iris vicaria) ist eine Pflanzenart aus der Gattung der Schwertlilien (Iris) innerhalb der Familie der Schwertliliengewächse (Iridaceae).

## Merkmale
Die Vertretende Schwertlilie ist eine ausdauernde Zwiebelpflanze, die Wuchshöhen von 20 bis 40 Zentimeter erreicht. Die Platte der Hängeblätter misst 1,2 bis 1,7 × 0,8 bis 1,4 Zentimeter. Sie ist weiß oder gelblich gefärbt, der Rand ist hellviolett und auf beiden Seiten des ganzrandig-welligen, gelben bis weißen Kammes befindet sich ein dunkelgelber Fleck. Der Nagel ist 5 bis 10 Millimeter breit und parallelrandig. Die Domblätter sind 2 bis 2,5 Zentimeter lang, hellviolett gefärbt mit dunkleren Nerven und spitz rhombisch oder dreilappig. Die Perigonröhre ist 4 bis 4,5 Zentimeter lang und violett gefärbt mit dunkleren Nerven.
Die Blütezeit reicht von März bis April.

## Vorkommen
Die Vertretende Schwertlilie kommt in West- und Südwest-Tadschikistan im West- und Südwest-Pamir auf steinigen Feinerdehängen in Mandelgehölzen mit Ferula und Prangos in Höhenlagen von 700 bis 3000 Meter vor.

## Nutzung
Die Vertretende Schwertlilie wird selten als Zierpflanze genutzt.

## Belege
- Eckehart J. Jäger, Friedrich Ebel, Peter Hanelt, Gerd K. Müller (Hrsg.): Exkursionsflora von Deutschland. Begründet von Werner Rothmaler. Band 5: Krautige Zier- und Nutzpflanzen. Springer, Spektrum Akademischer Verlag, Berlin/Heidelberg 2008, ISBN 978-3-8274-0918-8.